# Богородский благочиннический округ (Нижегородская епархия)
Богородский благочиннический округ — благочиние Нижегородской и Арзамасской епархии Русской православной церкви.
Границы округа совпадают с границами Богородского района Нижегородской области и по состоянию на 2011 год округ объединяет 14 приходов. В том числе и «Никольский приход» единственным храмом которого является восстанавливаемая Успенская церковь упразднённого Дудина монастыря. В состав благочиния не входит расположенный в Богородском районе действующий Оранский Богородицкий монастырь.
Приходы окормляют 10 священников (на 2011 год). Благочинный округа — иерей Сергий Рубцов, настоятель церкви в честь Пресвятой Живоначальной Троицы в Богородске.

## Предыстория
До революции на территории современного Богородского района церкви действовали в двух монастырях: Дудине и Оранском и около 30 церквей в селах: Богородское, Алешково, Алистеево, Арапово, Афанасьево, Бугры, Доскино, Дуденево, Ефимьево, Ивановское, Каменки, Кубаево, Лакша, Лукино, Нагавицино, Оленино, Подвязье, Сохтанка, Спирино, Теряево, Троица, Убежицы, Хвощевка, Шапкино, Шарголи и предположительно в Бочееве и Крутце.
В селе Богородское было 4 церкви:
- Собор Рождества Пресвятой Богородицы — на месте деревянной церкви, давшей название селу,
- Воскресенская церковь Никольского прихода — в центре села,
- Всехсвятая церковь — на кладбище,
- Успенская церковь, перестроенная в хлебозавод.

В большинстве других сёл было по одному храму, в некоторых из них имелось по два храма. В советское время все церкви были закрыты и большая часть — разрушена.

## Храмы благочиния
1. Богородск: Покровская церковь
2. Богородск: Троицкая церковь
3. Богородск: Успенская церковь (1816) [4]
4. Богородск: Храм-часовня в честь Покрова Божией Матери (2011[5]—2012[6]). До революции на площади, где построена часовня, находился храм в честь Воскресения Христова.[5][7]
5. село Алешково: Смоленская церковь (1869)[8]
6. село Арапово: Молитвенный дом в честь святых апостолов Петра и Павла (2007)[9]; Церковь в которой служил священномученик Иоанн Быстров была разрушена до основания.
7. село Афанасьево: Церковь Успения Божией Матери (1867)[10] Покровская церковь во вновь созданном монастыре, Лукино
8. посёлок Буревестник: Церковь в честь иконы Божией Матери «Нечаянная Радость»
9. село Доскино: Казанская церковь (XIX век)[10]
10. село Дуденево: Покровская церковь (1828)[10]
11. село Ивановское: Церковь Иоанна Предтечи (1865)[11]
12. село Каменки: Никольская церковь (Софийская церковь — 1813 год, колокольня — XVIII век)[10]
13. деревня Ключищи: Казанская церковь (с 2014[12])
14. деревня Кожевенное: Храм Александра Невского (2015)[13]
15. село Лакша: Церковь иконы Божией Матери «Неопалимая Купина»
16. село Лукино: Покровская церковь (1866)[10]. В 2000 году при церкви был основан первый после революции монастырь в епархии.
17. село Нагавицино: Вознесенская церковь (первая половина XIX века[10], восстановлена в 2005[14]—2012[15]) Успенская церковь и  колокольня Дудина монастыря
18. село Подъяблонное: Успенская церковь (основана в 1677 году) Николаевского Дудина монастырь
  - два источника: в честь Николая Угодника и Сергия Радонежского
19. деревня Сартаково: Церковь в честь святого князя Владимира (2004[16]—2005[17])
  - источник «Князь Владимирский»
20. село Хабарское: Церковь Архистратига Михаила и прочих Небесных Сил бесплотных (2013[18]—2016[19])
21. село Шарголи: Церковь Михаила Архангела (1855)
22. село Шумилово, Шумиловская бригада внутренних войск: Часовня в честь Казанской иконы Божией Матери (2001[20]—2004)[21]